# Copa de Clubes de Asia 2001-02
La Copa de Clubes de Asia del 2002 fue la 21.ª edición del torneo de fútbol más importante a nivel de clubes de Asia organizado por la AFC.
El Suwon Samsung Bluewings de Corea del Sur venció en la final al Anyang LG Cheetahs también de Corea del Sur para ganar el título por segunda ocasión consecutiva.

## Primera Ronda

### Asia Occidental
| Equipo 1         | Agr. | Equipo 2         | Ida | Vuelta |
| ---------------- | ---- | ---------------- | --- | ------ |
| Esteghlal        | w/o1 | Al-Hikma         |     |        |
| Al-Ahli          | w/o2 | Al-Ittihad       |     |        |
| Al-Quds          | 2-1  | Al-Ahli          | 0-0 | 2-1    |
| Jableh           | 0-2  | Al Kuwait Kaifan | 0-0 | 0-2    |
| Al-Zawraa        | 7-1  | Al-Wakra         | 3-0 | 4-1    |
| Köpetdag Aşgabat | 0-4  | Nasaf Qarshi     | 0-1 | 0-3    |

1 el Al-Hikma abandonó el torneo. 

2 el Al-Ahli abandonó el torneo.

### Asia Oriental
| Equipo 1         | Agr. | Equipo 2               | Ida | Vuelta |
| ---------------- | ---- | ---------------------- | --- | ------ |
| Sông Lam Nghệ An | w/o1 | Saunders SC            |     |        |
| Happy Valley     | 12-0 | GD Lam Pak             | 7-0 | 5-0    |
| Selangor FA      | 0-7  | Dalian Shide           | 0-2 | 0-5    |
| New Radiant      | 1-3  | Muktijoddha Sangsad    | 1-2 | 0-1    |
| BEC Tero Sasana  | 8-1  | Singapore Armed Forces | 3-0 | 5-1    |
| Kashima Antlers  | 4-12 | Persija Jakarta        | 4-1 | n/p    |

1 el Sông Lam Nghệ An abandonó el torneo. 

2 la serie se jugó a 1 partido en Kashima el 24 de octubre a raíz del clima político en Indonesia.

## Segunda Ronda

### Asia Occidental
| Equipo 1         | Agr.         | Equipo 2      | Ida | Vuelta |
| ---------------- | ------------ | ------------- | --- | ------ |
| Al-Ittihad       | 4-4 (v.)     | Esteghlal     | 3-2 | 1-2    |
| Al Kuwait Kaifan | 9-3          | Al-Quds       | 3-2 | 6-1    |
| Al-Wahda         | 3-3 (4:3 p.) | Al-Zawraa     | 1-2 | 2-1    |
| Nasaf Qarshi     | 7-3          | Umed Dushanbe | 4-1 | 3-2    |

### Asia Oriental
| Equipo 1                | Agr. | Equipo 2            | Ida  | Vuelta |
| ----------------------- | ---- | ------------------- | ---- | ------ |
| Suwon Samsung Bluewings | 21-0 | Saunders SC         | 18-0 | 3-01   |
| Happy Valley            | 1-10 | Dalian Shide        | 0-2  | 1-8    |
| Anyang LG Cheetahs      | 11-0 | Muktijoddha Sangsad | 8-0  | 3-0    |
| Kashima Antlers         | 3-1  | BEC Tero Sasana     | 3-0  | 0-1    |

1 el Saunders no se presentó al segundo partido, ya que era imposible dar vuelta el marcador global.

## Cuartos de final

### Asia Occidental
Todos los partidos se jugaron en Abu Dhabi, EAU.
| Club             | J | G | E | P | GF | GC | GD | Pts. |
| ---------------- | - | - | - | - | -- | -- | -- | ---- |
| Esteghlal        | 3 | 2 | 1 | 0 | 9  | 4  | +5 | 7    |
| Nasaf Qarshi     | 3 | 1 | 2 | 0 | 4  | 3  | +1 | 5    |
| Al Kuwait Kaifan | 3 | 0 | 2 | 1 | 3  | 6  | −3 | 2    |
| Al-Wahda         | 3 | 0 | 1 | 2 | 6  | 9  | −3 | 1    |

| Local            | Visita           | Resultado |
| ---------------- | ---------------- | --------- |
| Al Kuwait Kaifan | Nasaf Qarshi     | 1-1       |
| Al-Wahda         | Esteghlal        | 3-5       |
| Nasaf Qarshi     | Esteghlal        | 1-1       |
| Al-Wahda         | Al Kuwait Kaifan | 2-2       |
| Esteghlal        | Al Kuwait Kaifan | 3-0       |
| Nasaf Qarshi     | Al-Wahda         | 2-1       |

### Asia Oriental
Todos los partidos se jugaron en Jeju, Corea del Sur.
| Club                    | J | G | E | P | GF | GC | GD | Pts. |
| ----------------------- | - | - | - | - | -- | -- | -- | ---- |
| Suwon Samsung Bluewings | 3 | 2 | 1 | 0 | 4  | 0  | +4 | 7    |
| Anyang LG Cheetahs      | 3 | 0 | 3 | 0 | 2  | 2  | 0  | 3    |
| Dalian Shide            | 3 | 0 | 2 | 1 | 1  | 3  | −2 | 2    |
| Kashima Antlers         | 3 | 0 | 2 | 1 | 1  | 3  | −2 | 2    |

| Local                   | Visita                  | Resultado |
| ----------------------- | ----------------------- | --------- |
| Dalian Shide            | Kashima Antlers         | 0-0       |
| Suwon Samsung Bluewings | Anyang LG Cheetahs      | 0-0       |
| Kashima Antlers         | Suwon Samsung Bluewings | 0-2       |
| Anyang LG Cheetahs      | Dalian Shide            | 1-1       |
| Dalian Shide            | Suwon Samsung Bluewings | 0-2       |
| Anyang LG Cheetahs      | Kashima Antlers         | 1-1       |

## Semifinales
| 3 de abril de 2002 | Suwon Samsung Bluewings                        | 3–0 | Nasaf Qarshi | Azadi Stadium, Tehran, Irán |  |
|                    | Avdic 49' · Seo Jung-Won 72' · Lee Sun-Woo 90' |     |              |                             |  |

| 3 de abril de 2002 | Esteghlal  | 1–2 | Anyang LG Cheetahs                 | Azadi Stadium, Tehran, Irán |  |
|                    | Akbari 62' |     | Marco Aurelio 55' · Andre Luiz 72' |                             |  |

## Tercer Lugar
| 5 de abril de 2002 | Esteghlal                                                        | 5–2 | Nasaf Qarshi                       | Azadi Stadium, Tehran, Irán |  |
|                    | Navazi 10' 36' · Karaev 21' (a.g.) · Fatemi 41' · Pashazadeh 77' |     | Usmankhojaev 31' · Kholmurodov 55' |                             |  |

## Final
| 5 de abril de 2002 | Suwon Samsung Bluewings | 0–0 (t. s.)(4–2 p.) | Anyang LG Cheetahs | Azadi Stadium, Tehran, Irán |  |
|                    |                         |                     |                    | Árbitro(s): Ali Bujsaim     |  |

## Campeón
| Bandera de Corea del Sur                          |
| Campeón Suwon Samsung Bluewings F. C. 2.do título |